# Havasiné Orbán Mária
Havasiné Orbán Mária (Kapuvár, 1952. szeptember 12. –) magyar jogász, a Győri Ítélőtábla elnöke.

## Életpályája
A kapuvári gimnázium elvégzése után a Pécsi Tudományegyetem Állam és Jogtudományi Karán végzett summa cum laude 1976-ban, ezután a Győri Járásbíróságon helyezkedett el fogalmazóként. 1979. február 19-étől ugyanitt polgári ügyszakos bíró. 1992. március 1-jével a Győr-Moson-Sopron Megyei Bíróság elnökének nevezték ki, ebben a pozíciójában 1997-ben 5 évre, majd 2002-ben további 6 évre megerősítették.
Az Országos Igazságszolgáltatási Tanács (OIT) 2004. július 1-jével a Győri Ítélőtábla elnökének nevezte ki. Elnöki feladatainak ellátása mellett rendszeresen ítélkezik.2019-Ben nyugdíjba vonult.
Blogja a Kisalföld című napilapban volt olvasható.

## A Legfelsőbb Bíróság elnökjelöltjeként
2008 novemberében, azt követően hogy az Országgyűlés májusban nem választotta meg Baka Andrást, Sólyom László köztársasági elnök jelöltjét Lomnici Zoltán, a Legfelsőbb Bíróság elnökének (2002-2008. június 24.) utódaként, az államfő Havasiné Orbán Máriát jelölte a posztra. Az Országgyűlés 2008. december 8-án titkos szavazással 203 igen, 152 nem és 9 érvénytelen szavazat mellett nem választotta meg Havasiné Orbán Máriát sem az LB-elnöki posztra. A főbíró megválasztásához az Országgyűlésnek ugyanis kétharmados többséggel kell őt megválasztania, ami ez esetben nem teljesült. Előzetesen az Országos Igazságszolgáltatási Tanács zárt ülésen, titkos szavazáson mondhat véleményt a jelölt személyéről, ez Havasiné esetében 7:6 arányú támogató döntés volt. Sólyom László előre bejelentette, hogy újra Havasinét fogja jelölni a posztra, ám a 2009. március 9-ei szavazáson 230 igen és 123 nem szavazat mellett az Országgyűlés ismét nem választotta meg Havasinét.

## Családja
Férje dr. Havasi Dezső, egyéni ügyvéd. Két gyermekük Eszter (1978) és Bence (1982).

## Külső hivatkozások
- Blogja a Kisalföld oldalán
- HVG: Nem kapott többséget – Havasiné Orbán Mária egyelőre nem lesz LB-elnök